# Donje Zagorje
Donje Zagorje je naselje u Republici Hrvatskoj, u sastavu Grada Ogulina, Karlovačka županija.
Ima više zaselaka: Cindrići, Dimnjak, Donji Puškarići, Gerovci, Gojača, Ivanci, Klanac, Pađeni, Perakovići i Radočaji.
U zaseoku Ivanci su dva prirodna fenomena Šmitovo jezero i ponor Rupečica.

## Stanovništvo
Prema popisu stanovništva iz 2001. godine, naselje je imalo 252 stanovnika te 77 obiteljskih kućanstava.
| broj stanovnika | 465   | 426   | 451   | 484   | 517   | 548   | 500   | 466   | 694   | 535   | 487   | 427   | 425   | 279   | 252   | 230   | 198   |
|                 | 1857. | 1869. | 1880. | 1890. | 1900. | 1910. | 1921. | 1931. | 1948. | 1953. | 1961. | 1971. | 1981. | 1991. | 2001. | 2011. | 2021. |